# Montagnareale
Montagnareale – miejscowość i gmina we Włoszech, w regionie Sycylia, w prowincji Mesyna.
Według danych na rok 2004 gminę zamieszkiwało 1787 osób, 111,7 os./km².